# ميريام سكاف
ميريام الياس سكاف (1968- )، سياسية لبنانية ورئيسة الكتلة الشعبية خلفا لزوجها الياس سكاف.

## سيرة
أتمت علومها الثانوية في مدرسة اتونيه بيروت.
حائزة على ليسانس في العلوم الاجتماعية من الجامعة الأمريكية الدولية في لندن-ريشموند وأعقبتها بدبلوم ثانوي في دراسات المرأة. ثم عملت في مجال التسويق في شركتين فرنسيتين.
عام 1995 تزوجت الوزير والنائب السابق الياس سكاف وهي أم لكل من جوزف وجبران.
بعيد وفاة الياس سكاف في 10 تشرين الأول 2015، انتخبت رئيسة للكتلة الشعبية وخاضت انتخابات زحلة البلدية التي خسرتها.
استأنف الحزب عملياته خلال الانتخابات التشريعية اللبنانية 2018 لكنه فشل في الفوز بأي مقاعد بإجمالي 10563 صوتًا. وزعمت سكاف أن أنصار القوات اللبنانية هاجموا سيارتها.
في عام 2022 أعلنت ميريام سكاف ترشحها لمقعد الروم كاثوليك في دائرة البقاع الأولى (زحلة) وقادت قائمة من 6 أعضاء في الدائرة الانتخابية لكنها فشلت في الفوز بأي مقاعد.

## الحياة الشخصية
تزوجت عام 1995 من الوزير والنائب الأسبق إلياس سكاف ولديها ولدان: جوزيف وجبران. ميريام سكاف هي أيضا ابنة عم ستريدا جعجع، زوجة رئيس القوات اللبنانية سمير جعجع.